# Roman Kubíček
Roman Kubíček (* 6. května 1963 Moravská Třebová) je český politik, od října 2013 poslanec Poslanecké sněmovny PČR, v letech 2016 až 2020 a opět od roku 2024 zastupitel Jihočeského kraje, od roku 2014 zastupitel města České Budějovice, člen předsednictva hnutí ANO.

## Život
Po absolvování SPŠS v Plzni (maturoval v roce 1982) vystudoval obor stíhací pilot na Vysoké vojenské letecké škole Slovenského národného povstania v Košicích. Doktorský titul (Ph.D.) v oboru ekonomika a management získal na Ekonomické fakultě Jihočeské univerzity v Českých Budějovicích, se kterou externě spolupracuje.
Do roku 1996 sloužil u Protivzdušné obrany státu, kde létal na českých letounech L-29 Delfín a L-39 Albatros, ale i na ruských nadzvukových strojích Mig-21 a Mig-23 ML. Později zastával technické a manažerské funkce ve výrobních a obchodních podnicích. V roce 2002 pracoval na Ministerstvu dopravy ČR. Od roku 2003 působí jako výrobní manažer v nadnárodní firmě Vishay Intertechnology a konzultant implementace moderních metod řízení podniku.
Roman Kubíček žije v Českých Budějovicích.

## Politické působení
Je členem hnutí ANO 2011. Ve volbách do Poslanecké sněmovny PČR v roce 2013 kandidoval na druhém místě kandidátky hnutí ANO 2011 v Jihočeském kraji a byl zvolen poslancem.
V komunálních volbách v roce 2014 byl zvolen za hnutí ANO 2011 zastupitelem města České Budějovice. Po ustanovení nové magistrátní koalice v roce 2015 se stal radním města. Ve volbách v roce 2018 mandát obhájil. V komunálních volbách v roce 2022 kandidoval do zastupitelstva Českých Budějovic ze 7. místa kandidátky hnutí ANO 2011. Mandát zastupitele města se mu podařilo obhájit, radním však již zvolen nebyl.
V krajských volbách v roce 2016 byl za hnutí ANO 2011 zvolen zastupitelem Jihočeského kraje. Ve volbách v roce 2020 již nekandidoval. V krajských volbách v roce 2024 kandidoval z pozice člena hnutí ANO a lídra kandidátky do Zastupitelstva Jihočeského kraje. Mandát krajského zastupitele se mu podařilo získat.
Na konci února 2017 se na IV. sněmu hnutí ANO 2011 stal členem předsednictva hnutí. Ve volbách do Poslanecké sněmovny PČR v roce 2017 obhájil svůj poslanecký mandát za hnutí ANO 2011 v Jihočeském kraji. V únoru 2019 obhájil na V. sněmu hnutí ANO 2011 funkci člena předsednictva hnutí. Je členem skupiny přátel Izraele. Též je členem Národní rady pro sport v rámci Národní sportovní agentury v oboru Sport a samospráva.
Ve volbách do Poslanecké sněmovny PČR v roce 2021 kandidoval za hnutí ANO 2011 na 2. místě v Jihočeském kraji. Získal 2 091 preferenčních hlasů, a stal se tak znovu poslancem. Na sněmu hnutí ANO v únoru 2022 obhájil post člena předsednictva hnutí.
Ve sněmovních volbách v roce 2025 kandiduje na 2. místě kandidátní listiny hnutí ANO v Jihočeském kraji.